# Kirchheim na Suábia
Kirchheim na Suábia (em alemão:  Kirchheim in Schwaben) é um município da Alemanha, situado no distrito de Baixa Algóvia, no estado da Baviera. Tem 31,95 km² de área, e sua população em 2019 foi estimada em 2 689 habitantes.